# Döderhults församling
Döderhults församling är en församling i Stranda-Möre kontrakt i Växjö stift. Församlingen ligger i Oskarshamns kommun i Kalmar län. Församlingen utgör ett eget pastorat.

## Administrativ historik
Församlingen har medeltida ursprung. Under medeltiden tillhörde församlingen Linköpings biskopsdöme. Under perioden 1603–1915 tillhörde den Kalmar stift och därefter Växjö stift.
Församlingen utgjorde ett eget pastorat fram till den 1 maj 1873 då Oskarshamns församling bröts ut och då denna församlingen till den 1 maj 1919 var moderförsamling i pastoratet Döderhult och Oskarshamn. Från den 1 maj 1919 utgör församlingen ett eget pastorat. 1924 delades församlingen upp i två kyrkobokföringsdistrikt som kvarstod till den 1 juli 1991: Döderhults kfbd (till 1966 082301, från 1967 088205) och Påskallaviks kfbd (till 1966 082302, från 1967 088206). Församlingens område utökades 2010 när den slogs samman med Kristdala församling.

## Kyrkor
- Bockara kyrka
- Döderhults kyrka
- Fridhems kapell (Ishults kapell)
- Kristdala kyrka
- Påskallaviks kyrka
- Stensö kapell

## Series pastorum
| Ämbetstid              | Namn                           | Levnadstid             |
| ---------------------- | ------------------------------ | ---------------------- |
| (1340-talet)           | Joar Nilsson                   |                        |
| 1401                   | Hemming                        |                        |
| (1416)–(1422)          | Rangvaster                     |                        |
|                        | Johannes                       |                        |
| (1549)–1553            | Andreas Erasmi                 |                        |
| (1555)–(1558)          | Abraham                        |                        |
| (1560)                 | Jonas                          |                        |
| (1563)–(1566)          | Achatius Jonae (Åke Jonsson)   |                        |
| (1567)–(1572)          | Andreas Elavi                  |                        |
| 1572–1581              | Johannes Johannis              |                        |
| 1581–1615              | Sigfridus Petri (Riske)        | född 1545              |
| 1616–1636              | Hemming Nicolai Kore (Choræus) | 1588–1653              |
| 1636–1654              | Magnus Nicolai                 | död 1654               |
| 1656–1683              | Jonas Laurentii Lacusinius     | död 1683               |
| 1684–1703              | Jonas Olai Ellembergh          | ca 1648–1703           |
| 1704–1719              | Antoniuis von Zaltzen          | död 1719               |
| 1720–1739              | Olaus (Olof) Fornander         | 1687–1739              |
| 1741–1782              | Carl Sundberg                  | 1705–1782              |
| 1783–1804              | Peter Reen                     | 1737–1804              |
| 1807–1837              | Emanuel Bæckström              | 1771–1837              |
| 1840–1847              | Pehr Hultén                    | 1780–1847              |
| 1850–1883              | Jonas (Johan) Carlstedt        | 1806–1883              |
| 1886–1918              | Jonas Arbman                   | 1839–1918              |
| 1920–1931              | August Cedström                | 1855–1935              |
| 1932–(åtminstone 1947) | August (Fabian) Wide           | 1882–(åtminstone 1947) |
| 1983–2011              | Leif Norrgård                  | 1943-                  |
| 2011–                  | Hans Anders Byström            | 1971-                  |

## Organister
| Ämbetstid | Namn                   | Levnadstid | Övrigt    |
| --------- | ---------------------- | ---------- | --------- |
| 1713      | Tyres Alexandersson    |            | Organist. |
| 1714-1740 | Johan Lacander         | 1696-1740  |           |
| 1766-1783 | Carl Sabelström        | 1718-1783  |           |
|           | Gudmund Rungren        |            |           |
| 1807-1823 | Magnus Danielsson      | 1781-1823  |           |
| 1823-1855 | Carl Johan Lindblom    | 1799-1855  |           |
| 1857-1902 | Anders Gustaf Sandberg | 1832-1902  |           |